# Jagden und Formen
Jagden und Formen (1995–2001) für Orchester ist ein Orchesterwerk von Wolfgang Rihm mit einer Dauer von circa 55 Minuten. Die Uraufführung fand am 15. November 2001 in Basel statt, gespielt vom Ensemble Modern unter Leitung von Dominique My. Jagden und Formen (Fassung 2007/08) wurde am 7. Mai 2008 in Frankfurt am Main am Schauspiel Frankfurt aufgeführt.

## Hintergrund
Rihms ursprünglich 1995 und 2001 entstandenes symphonisches Orchesterwerk „Jagden und Formen“ erlebte seine Uraufführung im November 2001 in Basel durch das Ensemble Modern. „Jagden und Formen“ beschäftigte Rihm seit Mitte der neunziger Jahre, bis das Werk 2001 seinen vorläufigen Abschluss fand. Mehrere Einzelkompositionen haben in das Stück Eingang gefunden – zum Beispiel „Gejagte Form“, und sie wurden, wie bei Rihm seit einiger Zeit üblich, modifiziert, kombiniert, transformiert, in einer Art „Übermalungstechnik“ immer wieder neu übereinander geschichtet, schrieb Thomas Schulz.
Es wurde dann 2008 in einer Neufassung aufgeführt.
»Zustand 2008« nennt Wolfgang Rihm diese Version seiner Komposition „Jagden und Formen“. Es ist ein Stück, das wie „eine mäandernde Werklandschaft“ (Wolfgang Rihm) mit unterschiedlichen Bühnen, Räumen und Konstellationen erscheint. Zu „Jagden und Formen (Zustand 2008)“ schuf Sasha Waltz eine Choreografie, die sie auf Grundlage dieses Werkes in Zusammenarbeit mit der Kompanie Sasha Waltz & Guests  zusammen mit dem Ensemble Modern entwickelt hat.

## Form und Besetzung
1. Takt 1
2. II Takt 142
3. III Takt 161
4. IV Takt 189
5. V Takt 254
6. VI Takt 353
7. VII Takt 452
8. VIII Takt 538
9. IX Takt 572
10. X Takt 621
11. XI Takt 730
12. XII Takt 851
13. XIII Takt 928
14. XIV Takt 953
15. XV Takt 1063
16. XVI Takt 1131

- Besetzung: 2.1.2.1 – 2.2.2.1 – Schlagzeug [3] – Harfe – Klavier – Gitarre – Streicher: 1.1.1.1.1

## Auszeichnung
- 2000: Royal Philharmonic Society Music Award[4]

## Aufnahmen
- 2014 – Wolfgang Rihm: Jagden und Formen – Dominique My, Ensemble Modern. Deutsche Grammophon
- 2022 – Wolfgang Rihm, Ensemble Modern, Sir George Benjamin: Jagden und Formen (Zustand 2008). ECM Records
- 2022 – Wolfgang Rihm: #40 Jagden und Formen. Symphonieorchester des Bayerischen Rundfunks, Leitung Franck Ollu. BR-Klassik, Reihe Musica Viva

## Rezeption
In seinem Zustand von 2008 habe das über Jahre gewachsene „work in progress“ seine endgültige Form erreicht, hieß es in BR-Klassik (anlässlich der Münchner Aufführung von 2021). „Was als Balztanz zweier Geigen beginnt, steigert sich alsbald zu einer atemlosen Musik von unwiderstehlicher Sogwirkung: virtuos, rauschhaft und überbordend an Einfällen, ohne je seine Spannung zu verlieren. Rihm zeigt sich als Meister der Verdichtung“.